# Bohókás nyomozás
A Bohókás nyomozás (eredeti cím: The Cheap Detective) 1978-ban bemutatott amerikai misztikus filmvígjáték, melyet Neil Simon írt és Robert Moore rendezett. A főszerepben Peter Falk, mint Lou Peckinpaugh. A film a Casablanca c. film laza paródiája. 
A filmet 1978. július 23-án mutatták be.
San Francisco, 1940, nyomozók, hölgyek, dokumentumok, nácik és egy kincs.

## Cselekmény
A Chinatown-ban, San Francisco egyik szállodájában nemcsak egy portást, egy londínerfiút, egy takarítónőt és három halott vendéget találnak, hanem Floyd Merkle-t, egy detektívügynökség tulajdonosát és Lou Peckinpaugh partnerét is, akinek viszont viszonya volt Georgia Merkle-lel, Floyd feleségével. Miközben a nő gyanút fog Lou ellen, és eltűnik egy 10.000 amerikai dollár összegű biztosítási összeggel, Lou kénytelen elhagyni a rendőrséget, és egy titokzatos nő következő ügyén dolgozni, aki folyamatosan változtatja a személyazonosságát. A nő éppúgy műtárgyat keres, mint a kövér, büdös Pepe Damascus, akivel Lou a kikötői Mix Place bárban találkozik. Eredetileg Floydot bízták meg a tárgy megtalálásával, de mivel ő meghalt, most Lou kapja a feladatot.
A nyüzsgést három náci és egy házaspár, Paul és Marlene Duchard fokozza. Míg Paulnak papírokra van szüksége, hogy Amerikában maradhasson, Marlene csak régi szerelmére, Lou-ra gondol. De erre nincs idő, mert a nácik ellopják Paul papírjait, és Lou-nak találkoznia kell magával Jasper Blubberrel, aki épp most érkezett meg Jeruzsálemből, és a Hotel zur Kreuzfahrt-ban szállt meg. Jasper elmagyarázza neki, hogy az ominózus műtárgy egy gyémántokkal kirakott nyaklánc, amely rendkívül értékes. Most, hogy Lou a nyomába ered, és ezzel párhuzamosan Marlene is beleegyezett, hogy megszerezze Paulnak az iratokat, ismét találkozik a sok személyiségű nővel, aki nem akarja, hogy felkutasson egy olyan személyt, aki egyszerre a férje és az apja. De Lou mégis megteszi, mert a titkárnője rájön, hogy a sok személyazonosságú nő és az apja vagy férje Jezebil és Ezra Desire. Ők két nemzetközi ékszertolvaj, akik most meg akarják ölni Lou-t, hogy megvédjék saját személyazonosságukat.
Lou-t azonban megmenti egy bérgyilkos, aki előbb lelövi Ezrát, majd elmenekül. Az irodájában Lou később találkozik vele, akiről kiderül, hogy Marcel. Marcel meghal a kanapéján, és ráhagyja a gyémántokat. A munkát elvégezték, csak a Paulnak szóló papírok hiányoznak. Jezebil, Damaszkusz és Jasper egy hotelszobában találkozik, ahol a gyémántokat elcserélik a papírokért. A gyémántokról azonban kiderül, hogy tojások, amelyekből épp most kelnek ki a fiókák. Mivel Lou a rendőrséget is meghívta, azonnal letartóztatják őket. De nem gyilkosságért. Floyd gyilkosa még mindig szabadlábon van. 
A kikötőben Lou találkozik Marlene-nel és Paullal, aki végre megkapja a papírjait. Hirtelen megjelennek a nácik, és lesből lövik őket. Georgia volt az, aki ebben segített Lou-nak, és bevallja, hogy ő is megölte a férjét. Féltékenységből, gondolja, mivel Lou és Floyd több időt töltöttek együtt, mint ő Lou-val. Most 40 évre börtönbe kerül, míg Lou Marle, Nadja, Betty, Greta Garbo és a titkárnője társaságában távozik az éjszakába.

## Szereplők
- Peter Falk – Lou Peckinpaugh
- Madeline Kahn – Mrs. Montenegro
- Dom DeLuise – Pepe Damascus
- Louise Fletcher – Marlene DuChard
- Ann-Margret – Jezebel Dezire
- Eileen Brennan – Betty DeBoop
- Stockard Channing – Bess
- Sid Caesar – Ezra Dezire
- Marsha Mason – Georgia Merkle
- John Houseman – Jasper Blubber
- Vic Tayback – DiMaggio hadnagy
- Abe Vigoda – Rizzuto őrmester
- Carmine Caridi – Crosetti őrmester
- James Coco – Marcel
- Phil Silvers – Hoppy
- Fernando Lamas – Paul DuChard
- Nicol Williamson – Schlissel ezredes
- James Cromwell – Schnell
- Scatman Crothers – Tinker
- Paul Williams – fiú
- David Ogden Stiers – kapitány
- John Calvin – Qvicker

## Fordítás
- Ez a szócikk részben vagy egészben  a   The Cheap Detective című angol Wikipédia-szócikk fordításán alapul.  Az eredeti cikk szerkesztőit annak laptörténete sorolja fel. Ez a jelzés csupán a megfogalmazás eredetét és a szerzői jogokat jelzi, nem szolgál a cikkben szereplő információk forrásmegjelöléseként.
- Ez a szócikk részben vagy egészben  a   Der Schmalspurschnüffler című német Wikipédia-szócikk fordításán alapul.  Az eredeti cikk szerkesztőit annak laptörténete sorolja fel. Ez a jelzés csupán a megfogalmazás eredetét és a szerzői jogokat jelzi, nem szolgál a cikkben szereplő információk forrásmegjelöléseként.